# Uciec przed koszmarem
Uciec przed koszmarem lub Strach ma wiele twarzy jest to zbiór ośmiu opowiadań Grahama Mastertona powstałych w latach 1995/1996. Każde z nich ukazuje inną historię, jednak łączą je reakcje ludzi w postaci różnych obliczy strachu:
- "Obecność aniołów" – odkrywa oblicze strachu przed postaciami związanymi z religią, aniołami.
- "Żarłoczny księżyc" – odkrywa oblicze strachu przed starymi tradycjami.
- "Żal" – odkrywa strach przed powracającymi istotami, którzy opierają swe istnienie o żal.
- "Sekretna księga Shih Tan" – odkrywa oblicze strachu przed tym, że człowiek może posłużyć jako zwierzę, które można kosztować.
- "Mężczyźni z Maes" – odkrywa oblicze lęku i strachu przed przemijaniem i utratą najbliższych.
- "Nieprawdopodobna historia" – ukazuje oblicze strachu przed kilkoma wymiarami połączonymi w jedną całość.
- "Dusząca Kate" – odkrywa oblicze strachu przed życiem na granicy ze śmiercią w połączeniu z podnieceniem.
- "Wnikający duch" – odkrywa oblicze strachu przed magią Indian.

## Opowiadania

### Obecność aniołów
Bohaterowie:
- Gillie – mała dziewczynka, nie lubi spędzać czasu u pani McPhail, pragnie mieć siostrzyczkę oraz powierzyć swoje życie Bogu. Jest osobą o silnym charakterze, twardo stojącą przy swoim, początkowo nienawidzi swojego brata.
- Pani McPhail – opiekunka Gillie, pracuje również u nich w domu jako pomoc – sprząta, gotuje, lubi grać w bingo – specjalnie na tę okazję ogląda codziennie serial w telewizji.
- Toby – braciszek Gillie, któremu w chodzeniu pomaga anioł stróż.
- Duncan Callander – pastor pobliskiego kościoła, do którego została skierowana Gillie po zobaczeniu anioła. Jest osobą fałszywą, która dba o własne dobro.

Akcja tego opowiadania toczy się w Edynburgu podczas zimy. Matka Gillie została zabrana do szpitala, gdyż odeszły jej wody. Dziewczynka została pod opieką pani McPhail, która tego właśnie dnia była dla niej bardzo miła. Gillie wyobrażała sobie dzień, w którym będzie mogła wygłupiać się ze swoją siostrą, na którą liczyła. Starsza pani powiedziała jej wtedy, że każdy ma swojego anioła stróża. Po powrocie matki ze szpitala okazało się, że urodził się zdrowy i duży chłopczyk, Toby. Gillie nie dopuszczała do siebie takiej możliwości, dlatego była zdania, iż rodzice zabili jej wyimaginowaną siostrzyczkę, Alice. Nienawidziła za to brata, dała mu miano wyrzutka i bachora, kłóciła się ze swoimi opiekunami. Pewnego dnia przyjęła śluby we własnej sypialni, przysięgła sobie zostać zakonnicą i powierzyć swoje życie w ręce Boga i Maryi. Następnego dnia, po ostrej kłótni z rodzicami, obudził ją oślepiający blask, który wydostawał się z pokoju Toby'ego. Chcąc go ratować z płomieni, zobaczyła wysoką postać, która była źródłem światła. Stała przed nią wielka na 7 metrów postać i bawiła się z małym chłopcem. Gillie oszołomiona wyszła na głupią, kiedy zawołała rodziców, gdyż ich synek słodko spał w kołysce. Opiekunowie wysłali córkę do psychiatry, który z kolei odesłał ją do pastora Callandera. Duchowny przyznał rację dziewczynce, jednak potem przed jej rodzicami stwierdził, że Gillie miała po prostu omamy. Znów wyszła na chorą. Uciekła z domu. Kiedy przechadzała się ulicą, napadł na nią naćpany zbir, który zażądał od niej pieniędzy. Wtedy to rozległ się odgłos grzmotu i ich oczom ukazał się anioł. Wyzwolił Gillie z sideł bandyty – zabił go, po czym zniknął, pozostawiając po sobie opalone pióra. Dziewczynka poszła z bratem do kościoła, by pokazać dowód słuszności swych słów. Pastor zamknął się w świątyni.

### Żarłoczny księżyc
Bohaterowie:
- Marcus – chłopiec wychowany na wsi, jest człowiekiem powolnym, ale bardzo spostrzegawczym, naiwnym i roztrzepanym, fascynowała go scena z pudełka po płatkach śniadaniowych.
- Duncan Greenleaf – rysownik, autor rysunku na opakowaniu płatków do jedzenia, przebywa w domu opieki, posiada bujną wyobraźnię. Twierdził, że Miles stracił rękę, kiedy wpadł w sidła, wykrwawił się i umarł.
- Miles Greenleaf – brat Duncana, twierdził, że stracił rękę, ponieważ z zazdrości o talent odciął mu ją Duncan.
- Roger i Philippa Fielding – kolega z lat szkolnych Marcusa i jego żona.
- rodzina Vane'ów – rodzina, która prawdopodobnie utrzymuje kontakty z czarownicami i wiedźmami, dysponują magią, są bardzo tajemniczy.

Zdarzenie odbywa się w Lewes. Marcus podczas śniadania zauważa na pudełku płatków śniadaniowych, że widnieje tam postać małego chłopca bez dłoni, który krzyczy w kąciku ust żarłocznego księżyca. Od tej pory obrazek staje się jego obsesją. Kiedy odwiedza po kilkunastu latach swojego kolegę z lat szkolnych, Rogera, uświadamia sobie, że cała scena z płatków przedstawia krajobraz miejsca, w którym się znajdował – Lewes. Stary znajomy naprowadza Marcusa na autora płatkowego dzieła, Greenleafa. Kiedy mężczyzna spotyka się z Duncanem, ten opowiada mu historię chłopca z dzieła. Mianowicie był to jego brat, który rzekomo zginął wykrwawiając się na terenie złowrogiego lasku posiadłości rodziny Vane'ów. Opowiedział mu również o wiedźmie, która pożerała bezbronne psy złapane w pułapki szalonej rodziny. Marcus postanowił sprawdzić na własnej skórze czy Duncan mówi prawdę. W lasku słysząc odgłosy niezidentyfikowanej osoby, zaczął uciekać. Wtedy to potknął się i jego dłoń znalazła się w zatrzasku. Kiedy postać była coraz bliżej, odciął sobie rękę. W szpitalu, gdy dochodził do siebie, spotkał Milesa, który rzekomo nie żył. Greenleaf opowiedział mu swoją historię, tymczasem w lasku Vane'ów zaginął pies Rogera...

### Żal
Bohaterowie:
- Gerry – mężczyzna, który ucieka od odpowiedzialności, menedżer sieci zaopatrzeniowej hoteli. Ginie, wpadając pod autobus, zakochując się wcześniej w różnych dziewczynach pod ta samą postacią.
- Carl – przyjaciel Gerry'ego, jego współpracownik.
- Marianne, Chloe, Bernice – jest to ta sama dwudziestoletnia kobieta, która została zabita przez Gerry'ego na początku opowiadania. Potem powraca do swego zabójcy, by wzbudzić w nim żal. Gra na wiolonczeli, chciałaby być kimś sławnym, nawet prostytutką.

Akcja tego opowiadania toczy się w okolicach wysepki Mont Saint Michel. Pewnego deszczowego dnia Gerry potrącił młodą dziewczynę, po czym odjechał zostawiając ją na pastwę losu. Kilka dni później poznał w kawiarni piękną dziewczynę, Marianne, z którą kochał się w sadzie. Po tym jak poznał jej rodziców, nie zgodzili się oni na dalszą znajomość. Kobieta przyjechała jednak do Gerry'ego, by się z nim pokochać. Nad ranem zginęła w wypadku samochodowym – ciężarówka przejechała jej po głowie. Gerry czuł się rozdarty. Jednak potem spotyka kilka kobiet podobnych do swojej ukochanej, po czym zaczyna się z jedną spotykać. Chloe niczym nie różnie się od poprzedniej. Wkrótce pobierają się, a kobieta zachodzi w ciążę, jednak jak poprzedniczka ginie pod kołami samochodu. Gerry przybity usiłuje opuścić Francję i udać się do Ameryki. Na lotnisku spotyka Bernice, która wygląda jak Chloe. Wyznaje jej swoją miłość i ginie pod kołami autobusu.

### Sekretna księga Shih Tan
Bohaterowie:
- Hugo Xawery – Chińczyk, który posiadał księgę Shin Tan. Postanowił znaleźć kucharza, który przyrządziłby mu potrawę według przepisu z tej księgi kucharskiej.
- Craig Richard – kucharz, szef restauracji "Burn-the-Tail", zobowiązał się przygotować przepis z księgi Shih Tan.
- Xanthippa – chińska niewolniczka Hugo, którą wziął pod swe skrzydła. po stracie jej matki.

Craig założył restaurację z Los Angeles. Zdolności gotowania przejął po rodzicach, którzy także byli kucharzami. Klienci zachwycali się jego potrawami – łączył kuchnię orientalną z normalną, codzienną. Pewnego dnia do jego lokalu przyszedł dziwny typ, Hugo i zaproponował mu obejrzenie księgi Tan. Postawił mu jednak warunek – iż Craig zrealizuje jeden z przepisów. Problem polegał na tym, iż w każdym z nich głównym składnikiem jest ludzkie ciało. Kucharz wybrał przepis "kobieta w całości", w którym to na stół wędruje zakonserwowane ciało płci pięknej. Jednym z zadań przed jego wykonaniem był stosunek z ową kobietą. PO upojnej nocy Craig i Xanthippa przygotowali ciało Hugo, którego ze smakiem jedli zaproszeni goście.

### Mężczyźni z Maes
Bohaterowie:
- Ellis Morgan – górnik, który zginął podczas wybuchu w kopalni, zmartwychwstał po jedenastu latach by pożegnać się z bliskimi.
- Glyn Bachelor – nauczyciel wykładający historię, uczniowie nazywali go "chłościarz".
- David – górnik, dorabiał sobie jako monter, dobry kolega Ellisa. Uważano go za wariata, kiedy stwierdził, że widział zmarłego.

Pewnego dnia dochodzi do potężnej katastrofy w kopalni, w której ginie kilkunastu górników. David widzi jednego ze zmarłych, kiedy ten przechadza się po ulicach. Oczywiście nikt mu nie wierzy. Dopiero Glyn Bachelor opowiedział Davidowi historię o królu walijskim Owenie Glynie Dwr, który to sprawił, że zmarli zabici przez Anglików mogą pożegnać się z rodzinami po śmierci. Kiedy chłopak odwiedza rodzinę Morganów, spotyka Ellisa siedzącego na fotelu. Po całonocnej zabawie, śmiechach i plotkach, Ellis znika wraz z pojawieniem się słońca. Nauczyciel historii na spacerze z Davidem odnajduje dziurę, przez którą wydostały się ciała zmarłych.

### Nieprawdopodobna historia
Bohaterowie:
- Sarah Bryce – antykwariuszka sprzedająca meble, tęskni za swym zmarłym ojcem, wiąże się obietnicą wierności z Seathem.
- Raymond French – antykwariusz zajmujący się kupowaniem obrazów z psami, kolega Sarah, przejeżdża jej czworonożnego męża.
- Seath Rider – osobnik pochodzący z magicznego świata, w którym rzeczywistość miesza się z fantazją. Spełnia pragnienia Sarah, gdy ta nie chce dotrzymać mu obietnicy, zabiera ją w magiczny świat.
- Ken Bryce – były mąż Sarah, po tym jak ją zdradza, chce ją odzyskać. Zostaje zamieniony w psa przez Seatha.

Kiedy Raymond jedzie na spotkanie antykwariuszy, spotyka kobietę z innego świata i zabija jej psa. Okazało się, że była to Sarah wraz ze swoim mężem, która uciekała przed miłością z przymusu – Seathem. To on pojawił się pewnego dnia, by spełnić każdą jej zachciankę, jednak zażyczył sobie w zamian jej wierność. Spotkała się ze swym zmarłym ojcem, otrzymała dwa cudowne krzesła, które tak chciała mieć. Zorientowała się, że za wszystkimi niespodziankami, np. zniknięciem jej nauczyciela stoi Seath. Kiedy spotkała swego byłego męża w hotelu, postanowiła wrócić z nim do Londynu. W złości Rider zamienił go we włochatego psiaka, a ją samą porwał do świata, w którym nie wiadomo było, co jest prawdą, a co fałszem.

### Dusząca Kate
Bohaterowie:
- Jamie Ford – przyjaciel narratora.
- Wolf Bodell – szef klubu, w którym Jamie ukazywał ludziom, jak się wiesza.
- Laurel Fay – cheerleaderka, kochanka i zarazem pomocniczka w występie Jamie.

Historia rozgrywa się w Sacramento. Jamie i Garry, narrator przyjaźnili się już od czasów szkolnych. Wtedy Garry zawsze pilnował Forda, gdyż ten już od dziecka posiadał fascynację duszenia się – zawsze miał przy tym erekcję. Garry bał się o jego życie. Kolega potrafił iść do męskiego kibla czy przebieralni i wieszać się na szkolnym wieszaku, tak by pętla ręcznika zaciskała się, pozostawiając ślad. Po zakończeniu szkoły Garry znów spotkał się z Jamiem zupełnie przypadkiem- realizował artykuł, którego tematem był klub, w którym występował Ford wraz z Laurelem. Na ludziach owo przedstawienie robiło piorunujące wrażenie. Niestety oddanie Jamiego w ręce psychiatry nie powiodło się – kolega nie pozbywał się nawyku duszenia. Pewnego dnia udusił się na oczach Garry'ego.

### Wnikający duch
Bohaterowie:
- Harry Erskine – mąż Karen, ojciec Lucy. Zawsze odbierał ją z przedszkola.
- Karen Erskine – matka Lucy, nawiedzona kiedyś przez ducha Misquamacusa.
- Lucy Erskine – córka Karen i Harry'ego, ma cztery latka. Przez obecność ducha w jej ciele, potrafi rozkazać cokolwiek, co wydaje się niemożliwe.
- Misquamacus – indiański duch, który nienawidzi ludzi białej rasy. W celu zmaterializowania swojego ducha opętał małą Lucy.

Pewnego dnia, kiedy Harry przyjeżdża po córkę do przedszkola, dyrektorka placówki informuje go o przykrym wypadku, przez który Lucy została odizolowana od dzieci. Okazało się, że czteroletnia dziewczynka dysponuje niesamowitą siłą. Rodzice przeczuwają powrót złego indiańskiego ducha szamana, Misquamacusa. Wizyta u psychiatry także okazała się fiaskiem – spłonęło biurko lekarza, a sam wyszedł z ciężkimi poparzeniami twarzy. Harry, by uwolnić córkę od kreatury, postanawia sam ją przejąć. Do spotkania z czarownikiem dochodzi w tunelu metra. Dzieją się tam nadprzyrodzone rzeczy – Harry staje się przez moment częścią pociągu i rozprawia się z Szamanem.

## Cytaty
- "Niebezpieczeństwo nie polega na tym, że nie zapomnicie o strachu. Prawdziwe niebezpieczeństwo zawiera się w tym, że to strachy o was nie zapomną."
- "Każde dziecko ma anioła stróża."
- "Gotowanie jest jak seks. Pobudza gotującego, przydaje mu mocy. Umożliwia udawanie Boga przez oddziaływanie na ludzkie zmysły."
- "Tylko słabi bezustannie przepraszają."
- "Być górnikiem to praca na całe życie. Dopóki jest węgiel i dzielni mężczyźni, gotowi go wydobywać, jest i praca."
- "Można zmienić twarz, ale nie to, jakie wrażenie robi się z tyłu."